# Fora d'ona
Fora d'ona (títol original: Clueless) és un pel·lícula estatunidenca d'Amy Heckerling dirigida el 1995, inspirada en la novel·la de Jane Austen Emma. Ha estat doblada al català.

## Argument
Cher i Dionne són dos de les noies més populars d'un institut de Beverly Hills i la preocupació del qual més que les notes acadèmiques és portar la roba més atractiva i ser tan populars com sigui possible. Però Cher, que viu amb el seu dur pare, un advocat de Beverly Hills, i amb el seu sensible padrastre, també té la necessitat innata d'ajudar els desemparats presentant-los a dues professores i convertint a la seva tímida nova amiga Tai en tot un prodigi de bellesa. Regenta la vida dels seus pares, però oblida la seva pròpia felicitat.

## Repartiment
- Alicia Silverstone: Cher
- Stacey Dash: Dionne
- Brittany Murphy: Tai
- Paul Rudd: Josh
- Dan Hedaya: el pare de Cher
- Justin Walker: Christian
- Donald Faison: Murray
- Breckin Meyer: Travis
- Jeremy Sisto: Elton
- Wallace Shawn: Mr Jon Hall

## Rebuda
Premis
- 1996: Associació de Crítics de Chicago: Millor actriu revelació (Silverstone)
- 1995: National Board of Review: Millor actriu revelació (Silverstone)
- 1995: Cercle de Crítics de Nova York: Nominada a Millor guió
- 1995: Sindicat de Guionistes (WGA): Nominada a Millor guió original

Crítica
- "Film d'escassa entitat i inexplicable estirada comercial, amb plantejament digne d'una telecomèdia"[3]